# Daïra de Seghouane
La daïra de Seghouane est une circonscription administrative algérienne située dans la wilaya de Médéa et la région du Titteri. Son chef-lieu est situé sur la commune éponyme de Seghouane.
La daïra regroupe les quatre communes de Seghouane, Zoubiria, Moudjbar et Tlatet Eddouar.